# Luís Morales
Luís Alberto Garcia Ferrero de Morales (n. 7 de agosto de 1936 - 2024) foi um político português. Ocupou o cargo de Ministro do Trabalho no VIII Governo Constitucional. Formado em Direito, exerceu funções na AIP como Secretário Geral, Presidente do Conselho Diretivo e Vice-Presidente Executivo, de 1978 a 2004.

## Funções governamentais exercidas
- VIII Governo Constitucional
  - Ministro do Trabalho

1. ↑  Duarte, José (29 de outubro de 2024). «NOTA DE PESAR PELO FALECIMENTO DO ANTIGO VICE-PRESIDENTE EXECUTIVO DA AIP, DR. LUÍS MORALES». Fundacao AIP (em inglês). Consultado em 3 de julho de 2025
2. ↑  Man, The; Eventos, Lisboa-Feiras Congressos e (29 de outubro de 2024). «NOTA DE PESAR PELO FALECIMENTO DO ANTIGO VICE-PRESIDENTE EXECUTIVO DA AIP, DR. LUÍS MORALES». Fil (em inglês). Consultado em 3 de julho de 2025